# Willamette

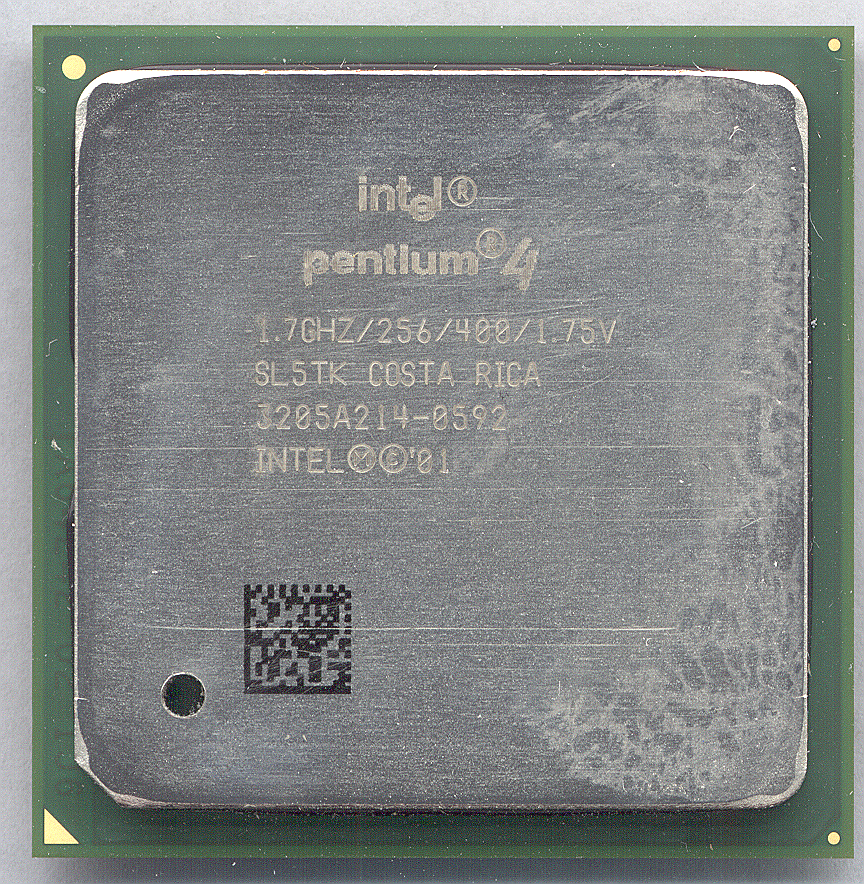
Un Pentium 4 Willamette

Willamette era il nome in codice della prima generazione del processore Pentium 4 sviluppato da Intel come successore dell'ultima evoluzione del Pentium III (basato sul core Tualatin, e arrivò sul mercato il 20 novembre 2000.
Lo sviluppo di Willamette incontrò diversi ritardi e molti esperti considerano oggi le versioni distribuite nel 2000 dei semplici "tappabuchi" dato che la progettazione non era in realtà ancora stata ultimata; in quel periodo però AMD con il suo Athlon Thunderbird, aveva già ottenuto prestazioni superiori ai Pentium III di pari frequenza e occorreva dunque un progetto nuovo, e il più presto possibile per riconquistare la fiducia dei consumatori.

## Caratteristiche tecniche

### Processo produttivo
Willamette veniva realizzato mediante il processo produttivo a 0,18 micrometri (180 nm) ed era basato sulla nuova architettura NetBurst (successiva alla P6, originariamente introdotta con il Pentium Pro, ma poi mantenuta come base anche dei progetti Pentium II e Pentium III). Tale architettura introduceva diverse novità e tra queste si ricorda il raddoppio del numero di stadi della pipeline (portati a 20, rispetto ai 10 dell'architettura precedente) e un nuovo tipo di bus da 400 MHz, chiamato Quad Pumped e in grado di trasferire 4 istruzioni contemporaneamente; più precisamente, il BUS continuava ad essere da 100 MHz ma il risultante FSB era equivalente ad un BUS tradizionale da 400 MHz, in virtù dei 4 bit trasferiti simultaneamente. Tale innovazione si rese necessaria per eliminare totalmente il "collo di bottiglia" per le istruzioni in ingresso alla CPU.
La dotazione di cache era inferiore rispetto a quella integrata nel Pentium III Tualatin, e pari a 8 kB per quella L1, e 256 kB per quella L2. Venne introdotto anche un nuovo socket, chiamato Socket 423, che comunque ebbe una vita molto breve, e venne velocemente sostituito dal Socket 478 introdotto con il successore di Willamette, ma poi utilizzato anche per alcune versioni di questo core. Le varie innovazioni nell'architettura lo resero un chip da 42 milioni di transistor che occupavano una superficie di 217 mm².

### Tecnologie implementate
Derivando dal Pentium III, anche Willamette offriva il supporto alle istruzioni MMX e SSE, ma la più evidente variazione rispetto al proprio predecessore fu l'introduzione del nuovo set SSE2 costituito da ben 144 nuove istruzioni.

## Il rapido sviluppo della nuova architettura
Nei primi test, il core Willamette si dimostrò molto deludente (anche sfruttando il nuovo set di istruzioni SSE2) dato che, non solo non era in grado di superare i processori Athlon e Pentium III più veloci, ma nemmeno gli economici AMD Duron.
Malgrado tale limite, inaspettatamente Willamette riuscì fin dal suo debutto a mantenere un rispettabile volume di vendite nonostante l'intera piattaforma fosse decisamente più costosa per l'utente finale, dato che si basava sull'utilizzo delle memorie RDRAM; inizialmente erano supportate solo questo tipo di memorie (grazie al chipset i850 Tehama) ma, successivamente, a causa del grande successore ottenuto dalle memorie DDR-I che erano in grado di offrire prestazioni paragonabili ma a costo decisamente più contenuto, Intel fu costretta a distribuire anche un chipset compatibile con questo tipo di memorie, chiamato i845 Brookdale, le uniche inizialmente supportate dal processore.
Come detto, l'architettura NetBurst portò con sé l'adozione di una pipeline da 20 stadi; tale scelta tecnica venne presa più per motivi di marketing che tecnici, infatti è necessario sottolineare come una pipeline più corta sia meno vulnerabile ai salti nella successione di istruzioni e nella lettura di dati dalla memoria RAM, anche se rende più difficile raggiungere frequenze di clock elevate. A partire dal Pentium II i processori avevano cominciato una vera e propria "corsa ai MHz", proseguita poi con i Pentium III e destinata a diventare (nelle intenzioni di Intel) una "corsa ai GHz" con l'avvento del Pentium 4, che era pensato proprio per raggiungere rapidamente frequenze molto alte. Il reparto marketing voleva velocità sempre maggiori per "staccare" gli AMD e contare sull'effetto psicologico del numero dei GHz (la prima cosa che balza all'occhio del compratore inesperto) e vennero quindi seguite le esigenze commerciali invece che criteri di efficienza; le prestazioni del Pentium 4 infatti divennero ottime solo oltre i due GHz di clock, ma a fronte di uno svantaggioso rapporto prestazioni/Watt.
Nel gennaio del 2001, una versione a 1,3 GHz ancora più lenta fu aggiunta alla gamma, ma nel giro di un anno Intel cominciò la scalata al primato; il 23 aprile 2001 lanciò il Pentium 4 a 1,7 GHz, il primo ad offrire prestazioni chiaramente superiori al Pentium III, mentre il 2 luglio uscirono versioni a 1,6 e 1,8 GHz, e il 27 agosto Intel distribuì quelle a 1,9 e 2,0 GHz. La distribuzione del già citato chipset i845, che consentiva di assemblare piattaforme meno costose sancì il definitivo sorpasso di vendite di Willamette, rispetto al Pentium III.

## Non solo Pentium 4, anche Celeron
Così come dal Pentium III Tualatin era stata ricavata una versione a basso costo commercializzata come ennesima evoluzione del Celeron, così anche dal core Willamette vennero sviluppate 2 varianti con cache L2 dimezzata da 128 kB, a 1,7 GHz e 1,8 GHz, per il segmento di ingresso del mercato; la particolarità di questi Celeron risiedeva nel fatto che essi erano già sviluppati per il nuovo socket 478 del Pentium 4 Northwood, essendo arrivati sul mercato a metà 2002 quando cioè ormai Intel aveva già pianificato l'arrivo di tale socket in sostituzione del precedente.

## Modelli
La tabella seguente mostra i modelli di Pentium 4 e Celeron, basati sul core Willamette, arrivati sul mercato. Molti di questi condividono caratteristiche comuni pur essendo basati su core diversi; per questo motivo, allo scopo di rendere maggiormente evidente tali affinità e "alleggerire" la visualizzazione alcune colonne mostrano un valore comune a più righe. Di seguito anche una legenda dei termini (alcuni abbreviati) usati per l'intestazione delle colonne:
- Nome Commerciale: si intende il nome con cui è stato immesso in commercio quel particolare esemplare.
- Data: si intende la data di immissione sul mercato di quel particolare esemplare.
- Socket: lo zoccolo della scheda madre in cui viene inserito il processore. In questo caso il numero rappresenta oltre al nome anche il numero dei pin di contatto.
- Clock: la frequenza di funzionamento del processore.
- Molt.: sta per "Moltiplicatore" ovvero il fattore di moltiplicazione per il quale bisogna moltiplicare la frequenza di bus per ottenere la frequenza del processore.
- Pr.Prod.: sta per "Processo produttivo" e indica tipicamente la dimensione dei gate dei transistors (180 nm, 130 nm, 90 nm) e il numero di transistor integrati nel processore espresso in milioni.
- Voltag.: sta per "Voltaggio" e indica la tensione di alimentazione del processore.
- Watt: si intende il consumo massimo di quel particolare esemplare.
- Bus: frequenza del bus di sistema.
- Cache: dimensione delle cache di 1º e 2º livello.
- XD: sta per "XD-bit" e indica l'implementazione della tecnologia di sicurezza che evita l'esecuzione di codice malevolo sul computer.
- 64: sta per "EM64T" e indica l'implementazione della tecnologia a 64 bit di Intel.
- HT: sta per "Hyper-Threading" e indica l'implementazione della esclusiva tecnologia Intel che consente al sistema operativo di vedere 2 core logici.
- ST: sta per "SpeedStep Technology" ovvero la tecnologia di risparmio energetico sviluppata da Intel e inserita negli ultimi Pentium 4 Prescott serie 6xx per contenere il consumo massimo.
- VT: sta per "Vanderpool Technology", la tecnologia di virtualizzazione che rende possibile l'esecuzione simultanea di più sistemi operativi differenti contemporaneamente.

| Pentium 4         | Pentium 4   | Pentium 4 | Pentium 4 | Pentium 4 | Pentium 4        | Pentium 4 | Pentium 4 | Pentium 4 | Pentium 4              | Pentium 4 | Pentium 4 | Pentium 4 | Pentium 4 | Pentium 4 |
| Nome Commerciale  | Data        | Socket    | Clock     | Molt.     | Pr.Prod.         | Voltag.   | Watt      | Bus       | Cache                  | XD        | 64        | HT        | ST        | VT        |
| ----------------- | ----------- | --------- | --------- | --------- | ---------------- | --------- | --------- | --------- | ---------------------- | --------- | --------- | --------- | --------- | --------- |
| Pentium 4 1,3 GHz | 3/gen/2001  | 423       | 1,3 GHz   | 13x       | 180 nm 42 mil.   | 1,75 V    | 50 W      | 400 MHz   | L1=8KB L2=256KB L3=0MB | No        | No        | No        | No        | No        |
| Pentium 4 1,4 GHz | 20/nov/2000 | 423       | 1,4 GHz   | 14x       | 180 nm 42 mil.   | 1,75 V    | 53 W      | 400 MHz   | L1=8KB L2=256KB L3=0MB | No        | No        | No        | No        | No        |
| Pentium 4 1,5 GHz | 20/nov/2000 | 423       | 1,5 GHz   | 15x       | 180 nm 42 mil.   | 1,75 V    | 56 W      | 400 MHz   | L1=8KB L2=256KB L3=0MB | No        | No        | No        | No        | No        |
| Pentium 4 1,6 GHz | 2/lug/2001  | 423       | 1,6 GHz   | 16x       | 180 nm 42 mil.   | 1,75 V    | 61 W      | 400 MHz   | L1=8KB L2=256KB L3=0MB | No        | No        | No        | No        | No        |
| Pentium 4 1,7 GHz | 23/apr/2001 | 423       | 1,7 GHz   | 17x       | 180 nm 42 mil.   | 1,75 V    | 64 W      | 400 MHz   | L1=8KB L2=256KB L3=0MB | No        | No        | No        | No        | No        |
| Pentium 4 1,8 GHz | 2/lug/2001  | 423       | 1,8 GHz   | 18x       | 180 nm 42 mil.   | 1,75 V    | 67 W      | 400 MHz   | L1=8KB L2=256KB L3=0MB | No        | No        | No        | No        | No        |
| Pentium 4 1,9 GHz | 27/ago/2001 | 423       | 1,9 GHz   | 19x       | 180 nm 42 mil.   | 1,75 V    | 69 W      | 400 MHz   | L1=8KB L2=256KB L3=0MB | No        | No        | No        | No        | No        |
| Pentium 4 2,0 GHz | 27/ago/2001 | 423       | 2,0 GHz   | 20x       | 180 nm 42 mil.   | 1,75 V    | 72 W      | 400 MHz   | L1=8KB L2=256KB L3=0MB | No        | No        | No        | No        | No        |
| Pentium 4 1,4 GHz | set/2001    | 478       | 1,4 GHz   | 14x       | 180 nm 42 mil.   | 1,75 V    | 55 W      | 400 MHz   | L1=8KB L2=256KB L3=0MB | No        | No        | No        | No        | No        |
| Pentium 4 1,5 GHz | ago/2001    | 478       | 1,5 GHz   | 15x       | 180 nm 42 mil.   | 1,75 V    | 58 W      | 400 MHz   | L1=8KB L2=256KB L3=0MB | No        | No        | No        | No        | No        |
| Pentium 4 1,6 GHz | ago/2001    | 478       | 1,6 GHz   | 16x       | 180 nm 42 mil.   | 1,75 V    | 61 W      | 400 MHz   | L1=8KB L2=256KB L3=0MB | No        | No        | No        | No        | No        |
| Pentium 4 1,7 GHz | ago/2001    | 478       | 1,7 GHz   | 17x       | 180 nm 42 mil.   | 1,75 V    | 63 W      | 400 MHz   | L1=8KB L2=256KB L3=0MB | No        | No        | No        | No        | No        |
| Pentium 4 1,8 GHz | ago/2001    | 478       | 1,8 GHz   | 18x       | 180 nm 42 mil.   | 1,75 V    | 66 W      | 400 MHz   | L1=8KB L2=256KB L3=0MB | No        | No        | No        | No        | No        |
| Pentium 4 1,9 GHz | ago/2001    | 478       | 1,9 GHz   | 19x       | 180 nm 42 mil.   | 1,75 V    | 73 W      | 400 MHz   | L1=8KB L2=256KB L3=0MB | No        | No        | No        | No        | No        |
| Pentium 4 2,0 GHz | ago/2001    | 478       | 2,0 GHz   | 20x       | 180 nm 42 mil.   | 1,75 V    | 75 W      | 400 MHz   | L1=8KB L2=256KB L3=0MB | No        | No        | No        | No        | No        |
| Celeron           |             |           |           |           |                  |           |           |           |                        |           |           |           |           |           |
| Celeron 1,7 GHz   | 15/mag/2002 | 478       | 1,7 GHz   | 17x       | 180 nm 36,5 mil. | 1,75 V    | 66 W      | 400 MHz   | L1=8KB L2=128KB L3=0MB | No        | No        | No        | No        | No        |
| Celeron 1,8 GHz   | 12/giu/2002 | 478       | 1,8 GHz   | 18x       | 180 nm 36,5 mil. | 1,75 V    | 66 W      | 400 MHz   | L1=8KB L2=128KB L3=0MB | No        | No        | No        | No        | No        |

Nota: la tabella soprastante è un estratto di quelle complete contenute nelle pagine del Pentium 4 e del Celeron.

## Il successore
Alla fine del 2001 Willamette era ormai arrivato al capolinea dopo aver quasi raddoppiato la propria frequenza nel giro di un solo anno. Arrivò dunque il successore Northwood il core più fortunato dell'intera storia del Pentium 4 e, di conseguenza, anche il più longevo. Con Northwood la "corsa ai GHz" di Intel accelerò ancora di più.